# Leptasthenura striata
Leptasthenura striata е вид птица от семейство Furnariidae.

## Разпространение
Видът е разпространен в Перу и Чили.